# Savage Arms Company
Savage Arms Company — американська компанія, яка виробляє вогнепальну зброю та боєприпаси. Штаб-квартира знаходиться в місті Вестфілд, штат Массачусетс, одне з виробництв знаходиться в місті Лейкфілд, провінція Онтаріо, Канада. Компанія була заснована в 1894 році Артуром Севаджем в місті Ютіка, штат Нью-Йорк.

## Історія
Savage Arms Company була заснована в 1894 році Артуром Севаджем в місті Ютіка, штат Нью-Йорк. Через рік після створення Savage Arms представив гвинтівку важільної дії Savage Model 1895, яка була основана на гвинтівці конструкції Севаджа Savage Model 1892. Savage Model 1895 була створена для участі в тендері на поставку Армії США нових гвинтівок. Кінець кінцем тендер виграла гвинтівка Крага-Йоргенсена. Model 1895 виграла контракт для Національної гвардії штату Нью-Йорк, проте контракт був анульований через політичні розбіжності. Savage Model 1895 була вдосконалена до моделі Savage Model 1899, яка пізніше була перейменована в Savage Model 99 і залишалась у виробництві до 1998 року.

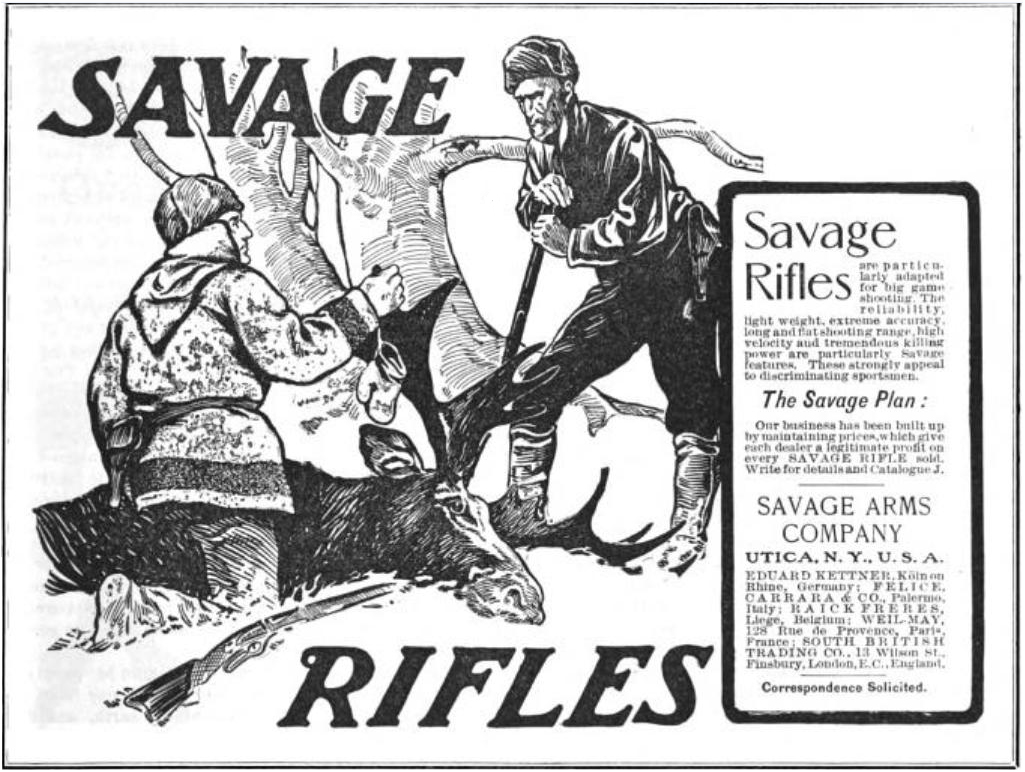
Реклама Savage Arms Company, 1904

Savage був одним шести учасників конкурсу Армії США на новий напівавтоматичний пістолет .45 калібру, і навіть дійшов до фіналу, але його випередила компанія Colt і їхній пістолет Colt M1911. Невдовзі Savage Arms була розроблена серія кишенькових пістолетів під калібр .32 і .380, а нова модель Savage Model 1907 використовувала конструкцію попереднього проекту напівавтоматичного пістолету .45 калібру.
Під час Першої світової війни Savage Arms Company об'єдналась з Driggs-Seabury Ordnance Company і виготовляла кулемети Lewis на колишньому заводі Driggs-Seabury в місті Шарон, штат Пенсільванія. Також Savage Arms виготовляли гвинтівки Savage Model 99 для Канадської армії. Протягом війни компанія за допомогою державних позик купила декілька будівель в місті Ютіка і таким чином розширила виробництво. У 1920 році Savage купив компанію Stevens Arms. У 1924 році Savage Arms представив дробовик Savage Model 24, яка здобула велику популярність, оскільки було продано близько 1 млн одиниць.

### Друга світова війна
Під час Другої світової війни Savage Arms повернулася до вироблення військової зброї. Більшість пістолетів-кулеметів Thomson, які використовувались протягом Другої світової війни, були вироблені саме компанією Savage. Також Savage Arms Company виготовляла гвинтівки з ковзним затвором Lee–Enfield, які, хоча й мали напис «Власність уряду США», відправлялись Британії за програмою ленд-лізу. Також Savage Arms виготовляв гармати для Армії США. Наприкінці війни вони випустили дробовики Savage Model 24 .22/.410 і Savage Model 94, які мали один ствол і пластиковий приклад. Після війни Savage Arms Company першою почала виготовляти газонокосарки з мотором.

### Повоєнний час
Протягом 1960-х — 1980-х років компанія керувалася різними власниками. Через фінансові негаразди в 1988 році компанія подала прохання до уряду про надання допомоги, оскільки Savage Arms загрожувало банкрутство. В цей час було відновлено виробництво гвинтівки Savage Model 110. У 1995 році компанія нарешті повернулась в приватну власність на чолі з Рональдом Коберном.

### XXI століття
У 2002 році компанія запатентувала декілька нових механізмів для гвинтівки, серед яких AccuTrigger і AccuStock, які невдовзі почали використовуватись на нових моделях. Гвинтівка Savage 93R17 BTVS в 2007 році була нагороджена премією «Найкраща нова гвинтівка» і «Найкраща з найкращих» під час її презентації 15 травня в стрілецькій школі ім. Черчилля в Сполученому королівстві.

## Продукція

### Пістолети
- Savage Model 101
- Savage Model 516
- Savage Model 1905
- Savage Model 1907

### Гвинтівки
- Savage Model 64
- Savage Model 110
- Savage 10FP
- Savage 110 BA
- Savage Model 99
- Savage Model 1892
- Savage Model 1895
- Savage Model 1899

### Дробовики
- Savage Model 212
- Savage Model 320
- Savage Model 350

### Набої
- .22 Savage Hi-Power
- .250-3000 Savage
- .300 Savage
- .303 Savage